# South of Pago Pago
South of Pago Pago é um filme de aventura estadunidense de 1940 dirigido por Alfred E. Green e estrelado por Victor McLaglen, Jon Hall e Frances Farmer.

## Elenc
- Victor McLaglen ...Bucko Larson
- Jon Hall ...Kehane
- Frances Farmer ...Ruby Taylor
- Olympe Bradna ...Malia
- Gene Lockhart ...Lindsay
- Douglas Dumbrille ...Williams
- Francis Ford ...Peg Legged Foster
- Ben Welden ...Grimes
- Abner Biberman ...Ferro
- Pedro de Cordoba ...Chefe
- Rudy Robles ...Luna
- Bobby Stone ...Hono (como Robert Stone)
- Nellie Duran ...Laulau